# Proszenium

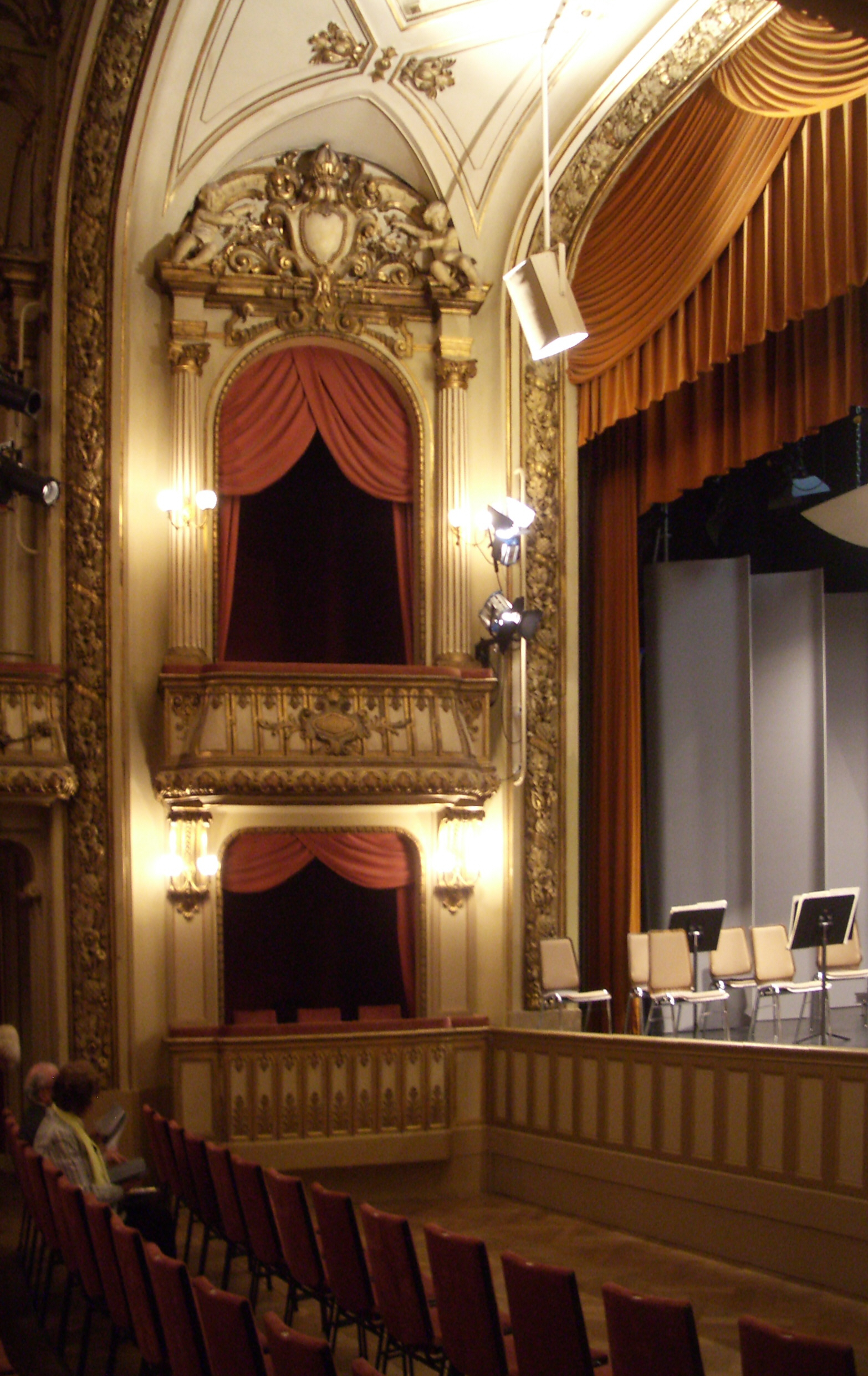
Proszeniumslogen (im Konzerthaus Ravensburg)

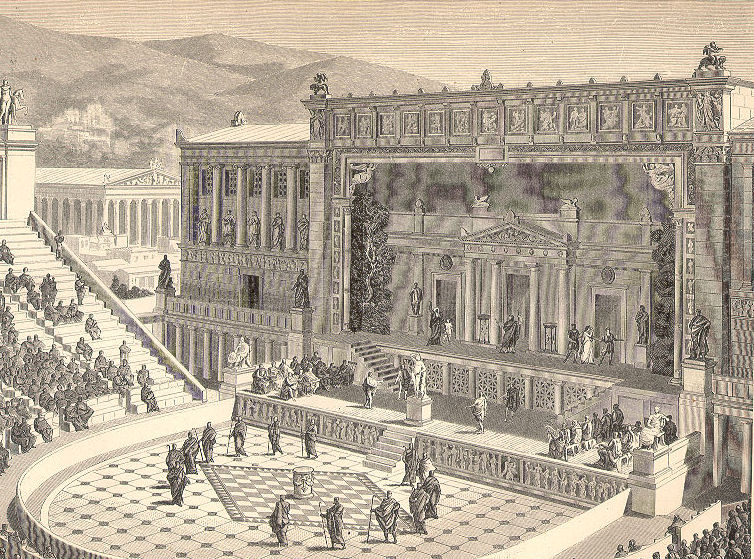
Eine Rekonstruktion des Dionysostheaters in Athen mit Orchestra, Proskenion und Skene in einem Stich aus einer Enzyklopädie von 1891

Das Proszenium oder Proskenion (lateinisch proscenium, von altgriechisch πρό pro „vor“ und σκήνη skene „Bühne“) ist der vorderste Bereich einer Theaterbühne.
Im griechischen Theater war das Proszenion (προσκήνιον) der fassadenartige Vorbau vor der skene (Hinterbühne und Garderoben), der auch als Kulisse genutzt wurde und wo auch die Schauspieler auftraten.
Ursprünglich gab es (ab dem 4. Jahrhundert v. Chr. geläufig) beidseits der Skene zwei vorspringende Anbauten, die man Paraskenion (altgriechisch παρασκήνιον „Nebenbühne“) nannte. Ab dem 2. Jahrhundert v. Chr. wurden diese durch das Proskenion ersetzt.
Im modernen Theater ist das Proszenium der Vorderteil der Bühne zwischen Vorhang und Orchester. Hinter dem Proszenium befindet sich der in Deutschland und Österreich wegen des Brandschutzes gesetzlich vorgeschriebene „Eiserne Vorhang“.
Beidseits des Proszeniums befinden sich meist die – besonders repräsentativen – Proszeniumslogen, darunter früher auch die „Fürstenloge“, heute oft die „Intendantenloge“.